# Jonski motor
Jonski motor (engl. Ion engine, rus. Ионный двигатель) je vrsta električnog raketnog motora, čiji se princip rada zasniva na stvaranju potiska ubrzavanjem jona u protočnom mlazu gasa velike brzine, kroz električno polje. Navedeni pojam se isključivo odnosi na rešetkaste elektrostatičke jonske motore i često se pogrešno dovodi u vezu sa svima električnim sistemima jonskog pogona, uključujući i elektromagnetske sa plazmom.
Prednost ovog tipa jonskog motora je mala potrošnja goriva i dugotrajno vreme rada (period maksimalnog rada je preko tri godine). Nedostaci su mu zanemarljivi, u poređenju sa raketnim motorom na hemijsko gorivo. Potisak jonskih motora je vrlo mali, pogotovo u odnosu na dobijeni sa raketnim motorom na hemijsko gorivo. Ostvareni impuls sile mu je veoma veliki, zahvaljujući izuzetno maloj masi utrošenog goriva. Na osnovu toga, ostvaruje se vrlo visok koeficijent korisnog dejstva.
Trenutno se jonski motor koristi samo za pogon izvan Zemljine atmosfere, pošto radi samo u prostoru vakuuma i ne može pogoniti letelicu kroz atmosferu jer ne može raditi u prisustvu jona izvan motora. Osim toga, mali potisak jonskog motora nije dovoljan da savlada veliki aerodinamički otpor pri letu kroz atmosferu. Svemirski brodovi se lansiraju raketnim motorima na hemijsko gorivo, kroz atmosferu do planirane orbite u svemiru. Imajući to u vidu, jonskom motoru je velika prednost jedino u primeni za pogon svemirskih letelica u svemiru. Primenjuju se kao glavni pogonski motor za male automatske svemirske platforme, za upravljanje zadanom izmenom putanje i promenom orbite veštačkih zemaljskih satelita (za tu namenu su neki sateliti opremljeni sa više desetina manjih jonskih motora).
Postoje dva principa jonskih motora, jedan koristi elektrostatičku silu i ubrzavaju jone u smeru električnog polja, a drugi koriste Lorencovu silu.

## Princip rada
Jonski motor koristi ubrzavanje jona u mlazu gasa u elektrostatičkom polju, što u skladu sa zakonom o očuvanju količine kretanja stvara silu potiska. Principi ubrzavanja jona variraju, ali svi projekti se zasnivaju na doprinosu viskog odnosa masa goriva/masa jona, što stvara velike brzine izduvnih gasova (do 210 km / s, u poređenju sa 3-4,5 km / s za raketne motore sa hemijskim gorivom). Na taj način je značajno smanjena potrebna masa goriva za pogon raketa. Imajući u vidu te činjenice, jonski motori ostvaruju vrlo velike impulse sile. To značajno smanjuje potrošnju reaktivne mase joniziranog gasa, u odnosu na potrošnu reaktivne mase u raketama sa hemijskim gorivom, ali to zahteva relativno mnogo energije. Utroškom energije od 1–7 kW, ostvaruje se brzina protoka jona 20–50 km/s, a rezultat toga je potisak od 20–250 mN.
Nedostatak jonskog motora je što se sa tim malim potiskom ne može lansirati raketa, već samo za pogon u svemiru svemirskih letelica.
Jonski motori mogu biti elektrostatički ili elektromagnetski. Glavna razlika je u metodu pogona i ubrzavanja jona. Postoje dva principa jonskih motora, jedan koristi elektrostatičku silu u kome se pogone joni u smeru električnog polja, a drugi koriste Lorencovu silu.
Radni fluid (gorivo) je obično jonizirani inertni gas (argon, ksenon itd.), a može i živa. Gorivo se dovodi do jonizatora, koji je sam po sebi neutralan, ali kada je bombardovan sa visokoenergetskim elektronima on se jonizira. Tako se u komori stvara mešavina pozitivnih jona i negativnih elektrona. Za „filtriranje” elektrona, u komoru se uvlači cev sa katodnom rešetkom koja privlači elektrone u sebe. Pozitivne jone privlači sistem za sprovođenje koji se sastoji od dve ili tri rešetke. Među rešetkama, održava se velika razlika u elektrostatičkim potencijalima (+1090 Volti iznutra nasuprot -225 V spolja). Kao rezultat ulaska jona u prostor između rešetki, isti se ubrzavaju i zatim izbacuju u svemir. Generiše se sila potiska prema Trećem Njutnovom zakonu, i ubrzava se letelica. Elektroni zarobljeni u katodnoj cevi izbacuju se iz motora pod malim uglom u mlaznicu, u mlaz jonizovanog gasa. To je učinjeno, prvo, zato da trup letelice ostane neutralno napunjen, drugo, da
„neutralni” joni na taj način se ne privlače natrag u letelicu.
Pošto električni jonski motor ostvaruje mali potisak, pogonjeni objekat sa njim ostvaruje malo ubrzanje. Prema definiciji standardnog Zemljino ubrzanja: {\displaystyle 1g=9,81\;\mathrm {m/s^{2}} } i definicija sile, kao izvedene fizičke veličine {\displaystyle F=ma\implies a=F/m}, dobija se potvrda prethodno navedenog. Prema instituciji NASA (primena solarne tehnologije), motor koji proizvodi silu potiska od 92 mN ubrzava satelit mase od 1 tone za 0,092 N / 1000 kg = 9,2×10−5 m/s2 (ili 9,38×10−6 g). Međutim, to se ubrzanje može održavati neprekidno mesecima i godinama, za razliku od vrlo kratkog sagorevanja hemijskog goriva kod te vrste pogona raketa.
| {\displaystyle F=2{\frac {\eta P}{gI_{\text{sp}}}}} | Gde su: - F je sila potiska u N, - η je efikasnost - P je električna energija u W, koja se koristi za dobijanje potiska, i - Isp je specifični impuls u sekundama. |

Energetsko napajanje jonskih motora je obično preko električnih solarnih panela, a na velikim udaljenostima od Sunca se koristi nuklearna energija. U svakom slučaju, masa napajanja je proporcionalna vršnoj snazi koja se može isporučiti, za ovu namenu. Gotovo da ne postoje nikakva energetska ograničenja za pouzdanu funkciju motora.
Jonski motor sa električnim napajanjem nije najperspektivniji tip pogona svemirskih letelica, ali je do sada u praksi najuspješniji. Radi dopunske ilustracije njegovih karakteristika, jednom jonskom motoru bi bilo potrebno vreme od dva dana da ubrza automobil do potrebne putne brzine u saobraćaju. Tehničke karakteristike znatno su mu slabije od navedenih u literaturi za prototipove (prvenstveno potisak), zbog ograničenih tehničkih mogućnosti prostora za punjenje gorivom, kojim se stvaraju joni. To ograničava specifični potisak (silu po poprečnom preseku motora). Jonski motori stvaraju nizak nivo potiska u poređenju sa raketnim motorom sa hemijskim gorivom (Dip spejs 1 ima potisak približno jednak težini jednog lista papira), ali on postiže visok specifični impuls, odnosno visoku efikasnost mase goriva, zahvaljujući izduvavanju gasa velikom brzinom. Snaga koja se prenosi na izduvni gas povećava se sa kvadratom brzine izduvavanja dok je povećanje potiska linearno. Kod raketnog motora sa hemijskim gorivom je obrnuto, daju veliki potisak, ali su u ukupnom impulsu ograničeni malom količinom energije koja se može hemijski uskladištiti u pogonskom gorivom. Praktičnom primenom dostupnih izvora energije, ubrzanje postignuto jonskim motorom je oko hiljadu puta manje od standardne gravitacije. Međutim, budući da deluje kao električni (ili elektrostatski) motor, on pretvara veći deo ulazne snage u kinetičku energiju izduvnog gasa. Dok raketni motor sa hemijskim gorivom radi kao toplotni motor, kod koga je limitirana brzina izduvnih gasova.

## Istorija
Ideju i koncept o jonskom motoru je razvio ruski naučnik Konstantin Ciolkovski, još 1911. godine. Prvi zapis o mogućnosti njegovog korišćenja je sačinio Robert H. Godard, a 1916. i 1917. godine, a izveo je prve eksperimente. Iako je jonski motor idealan u vakuumskom prostoru, ti prvi eksperimenti su ipak vršini u atmosferskim uslovima. Ernest Štulingeren je detaljno opisao i matematički modelirao tu tehnologiju, 1954. godine.
U Sovjetskom Savezu se pedesetih i šezdesetih godina dvadesetog veka razvijao se drukčiji Halov jonski motor i on je korišćen za rad na veštačkim satelitima od 1972. godine. Do 1990. godine je napravljeno skoro 200 takvih motora, a 1992. godine je ponuđen i zapadnim kupcima.
Aleksej Ivanovič Morozov je napisao 1955. godine, a 1957. objavio članak u JETP-u „O ubrzanju plazme pomoću magnetnog polja“. To je dalo podsticaj istraživanju, a već 1964. godine na sovjetskoj letelici Zond-2, prvi takav uređaj je lansiran u svemir bio je motor plazma-erozije koji je projektovao A. M. Andrianov. Taj solarni motor je imao namenu upravljanja usmeravanjen letelice, a energetski je napajan solarnim ćelijama.
Prvi američki operativni jonski elektrostatički motor (SAD, NASA) izgrađen je pod vođstvom Harolda Kaufmanruena, 1959. godine. Prva uspješna demonstracija toga jonskog motora je realizovana 1964. godine, u suborbitalnom letu (SERT I). Motor je uspješno radio za planiranih 31 minutu. Godine 1970. prošao je test koji je pokazao pouzdanost dugotrajnog rada elektrostatskih motora živih iona u svemiru (SERT II). Nizak potisak i niska učinkovitost dugo su odvraćali američke projektante od korištenja električnih i ionskih motora.
U međuvremenu, nastavljen je razvoj i delovanje Sovjetskog Saveza. Različiti tipovi jonskih motora razvijeni su i korišćeni na različitim tipovima svemirskih letelica. Motori SPD-25 su 25 milimetara, SPD-100, a drugi su serijski ugrađeni na sovjetske satelite od 1982. godine.
Kao glavni (održivi) motor, jonski motor je prvi put korišten na svemirskoj letelici Deep Space 1 (10. 11. 1998). Sledeća vozila bila su europska lunarna sonda Smart-1, lansirana 28. 09. 2003. i japanska letelica Hajabus, koja je lansirana u asteroid Itokava u maju 2003.
Sledeći tip letelice AMC Davn, proizvod centra NASA, pogonjena je jonskim motorima, nastala je nakon niza prekida i nastavaka rada, započetog 27. 09. 2007. godine. Davn je projektovan za proučavanje 4 Vesta i Cerera (patuljasta planeta), nosi tri NSTAR motora, a uspješno je ispitana na Deep Space 1.
Europska svemirska agencija instalirala je jonski motor na GOCE satelit, lansiranog 17. 09. 2009. godine u ultra-nisku zemljinu orbitu, na nadmorskoj visini od oko 260 km. Jonski motor stvara kontinualni impuls koji kompenzira aerodinamički otpor i druge ne-gravitacijske uticaje na satelit.

## Varijante jonskih motora
Projekat jonskih motora se može zasnivati na jednom od dva postojeća principa. Jedan koristi elektrostatičku silu i ubrzavanju jona u smeru električnog polja, a drugi koristi Lorencovu silu. Svaka od ove dve grupe jonskih motora ima više varijanti koncepcijskih tehničkih rešenja.

### Elektrostatički jonski motor

#### Rešetkasti elektrostatički jonski motor
Rešetkasti elektrostatički jonski motor (engl. gridded electrostatic jon thrusters) koristi uglavnom gas ksenon za pogon. Ksenon je neutralan gas, pa je neophodno da se bombarduje sa elektronima da bi se jonizovao, obično s katodnom žarnom niti. Kada se jonizuje, joni se ubrzavaju sa katode na anodu kroz električno polje (Kaufmanov tip). Sa druge strane, elektroni se mogu ubrzati sa oscilirajućim električnim poljem koje indukuje promenjivo magnetsko polje zavojnice (radiofrekventni tip).
Pozitivno naelektrisane jone privlače 2 ili 3 redno postavljene rešetke, koje ih ubrzavaju svojom razlikom potencijala, obično za 1-2 keV, a rezultat postignute te velike brzine mlaza gasa je izduvavanje.
|                                                          |                                                                       |
| Princip rada rešetkastog elektrostatičkog jonskog мотора | Presek rešetkastog elektrostatičkog jonskog motora (Kaufmanovog tipa) |

Rešetkasti elektrostatički jonski pogon je ostvaren na projektima:
-
-
-
-
-
-[15][16]

#### Halov jonski motor
Halov jonski motor (engl. Hall effect thrusters) ubrzava jone korišćenjem električnog potencijala između cilindrične anode i negativno naelektrisane plazme, koja predstavlja katodu. Gas ksenon ulazi blizu anode, gde se odmah postaje jonizuje, a jone privlači katoda i ona ih ubrzava, a uz put pokupi elektrone i tada neutralan napušta prostor sa velikom brzinom strujanja.
Anoda je na jednom kraju cilindrične cevi, u centru ima šiljak koji stvara radijalno magnetno polje. Na jone uglavnom ne utiče magnetno polje pošto su veliki, ali na elektrone utiče šiljak na anodi, sa kojim bivaju uhvaćeni a neki se kreću spiralno, zahvaćeni Halovom strujom, te utiču na gas ksenon i joniziraju ga.

#### Jonski motor sa електричноm пропулзијоm emisije polja
Jonski motor sa електричноm пропулзијоm emisije polja (engl. field emission electric propulsion – FEEP) koristi jednostavan sistem da ubrzava protok jona tečnog metala, a prvenstveno se koristi cezijum ili indijum, kao gorivo. On ima posudu u kojoj je uskladišten tečni metal, iz koje izlazi mali kanal kroz koji tečnost prolazi i na kraju kroz prsten za ubrzanje. Kada tečni metal uđe u kanal, stvara se magnetno polje, koje jonizira tečni metal i ubrzava ga u električnom polju. Spoljni извор електрона неутралише позитивно набијени ток jona како би се спречило povratno пуњење летелице.

### Elektromagnetski jonski motori

#### Induktivno pulsirajući jonski motor
Induktivno pulsirajući jonski pogon (engl. pulsed inductive thrusters – PIT) umesto kontinualnog pogona postoji i pulsirajući. Sastoji se od velike zavojnice koja okružuje koničnu cev, u kojoj se emituje gas, a to je obično amonijak. Velika količina naboja se stvara u kondenzatorima i nakon njihovog pražnjenja, stvara se impuls električne struje. Ona stvara impuls magnetnog polja, koje jonizira amonijak, a on se ubrzava kroz magnetno polje usled Lorencove sile.

#### Jonski motor sa dinamičkom magnentom plazmom
Jonski pogon sa dinamičkom magnetskom plazmom (engl. magnetoplasmadynamic – MPD), kao i litijumski jonski motori sa akceleratorom Lorencovom silom (engl. lithium Lorentz force accelerator – LiLFa), koriste kao gorivo gasove vodonik, argon, amonijak ili azot. U nekim slučajevima koristite i vazduh iz Zemljine atmosfere, kao pogon. Gas ulazi u glavnu komoru, gde se jonizira između anode i katode, sa električnim poljem a kao plazma provodi električnu struju, koja stvara magnetno polje oko katode, pa Lorencova sila ubrzava plazmu.

#### Bezelektrodni plazmeni jonski motor
Bezelektrodni plazmeni jonski motor (engl. electrodeless plasma thrusters) ne koristi elektrode jer su one obično ograničavajući faktor za vek jonskog motora, i imaju svojstvo da mu prigušuju rad. Neutralni gas se jonizuje sa elektromagnetskim zračenjem, a zatim se u drugoj komori ubrzava sa oscilirajućim električnim i magnetnim poljem. Zbog odvojenog jonizovanja i ubrzavanja jona, reguliše se određeni impuls sile motora.

#### Elektrotermalni jonski motor
Postoji nekoliko vrsta tog pogona:
- Resistodžet
- Arkdžet
- Mikrotalasni elektro termalni jonski motor
- Termalni jonsko ciklotronski jonski motor (VASIMR)

##### VASIMR
VASIMR, ili varijabilna specifična impulsna magnetoplazmatska raketa, jonizira propelent u plazmu pomoću radio talasa, a zatim magnetsko polje ubrzava plazmu u zadnjem delu raketnog motora u funkciji stvaranja potiska. VASIMR se trenutno razvija od strane privatne firme Ad Astra Rocket Company, sa sedištem u Hjustonu, uz pomoć kanadskog Nautela, koji proizvodi 200 kW RF generišući jonizirajuće potisne gasove. Neke od komponenata „protočne plazme” ispituje se u laboratorijama smještenim u Liberiji, Kostarika. Ovaj projekat vodi bivši astronaut NASA-e dr. Franklin Chang-Díaz (CRC-USA).
Ispitani motor VASIMR, snage 200 kW, je bio predmet rasprave o postavljanju na Međunarodnu svemirsku stanicu, kao deo plana za ispitivanje VASIMR-a u svemiru. Međutim, planovi za ovaj opit na brodu ISS otkazani su 2015. godine, od strane centra NASA. Predviđeni motor od 200 kW mogao bi smanjiti trajanje leta od Zemlje do Jupitera ili Saturna sa četrnaest meseci na šest, a do Marsa sa 6 meseci na 39 dana.

#### Helikon dvoslojni jonski motor
Helikon dvoslojni jonski motor (engl. helicon double layer thrusters) izbacuje jonizovane gasove sa velikom brzinom. Gas se ubacuje u cevnu komoru čija je zadnja strana otvorena. Naizmenični Radio frekventni talasi (prototip je napravljen sa 13,56 MHz) stvaraju specijalno oblikovane antene koje okružuju komoru. Radio talasi prouzrokuju stvaranje plazme. Magnetno polje je uglavnom konstantno, ali se u jednom delu grana, stvarajući magnetnu mlaznicu. Velika je razlika u gustini plazme u komori i magnetnoj mlaznici, što izaziva ubrzavanje i izbacivanje jona. Rezultat toga je sila potiska.

## Vreme trajanja rada
Od jonskih motora malog potiska se zahteva dugotrajan i kontinualni rad, kako bi isti imali na raspolaganju dovoljno vremena za dostizanje potrebne brzine (ubrzanjem) letelice za realizaciju zadate misije. Imajući to u vidu, za jonske motore projektni zahtevi su naglašeni da obezbede kontinualni rad u vremenskom intervalu od nekoliko nedelja, pa i godina.
Na vreme trajanja neprekidnog rada i životni vek elektrostatičkih jonskih motora utiče nekoliko faktora i procesa. U elektrostatičkim mrežastim konstrukcijama, joni menjaju naboj sa protokom neutralnog gasa i ubrzavaju se prema negativno pristranoj mreži akceleratora, pa izazivaju eroziju rešetke. Završetak životnog veka se događa kad struktura mreže propadne ili otvori u njoj postanu toliko veliki da je ekstrakcija jona bitno ugrožena; npr. pojavom povratnog protoka elektrona. Erozija mreže se ne može izbeći i ona je glavni uzrok ograničavanja životnog veka jonskih motora. Osnovni uslov pri projektovanju rešetke je optimalan izbor materijala, sa čime je moguće obezbediti smanjenje erozije i povećanje veka trajanja rada jonskog motor do 20.000 sati, pa i više.
Ispitivanjem elektrostatičkog jonskog motora, u centru NASA, dobijeno je trajanje rada od 30.472 sati (otprilike 3,5 godine), sa kontinualnim potiskom pri maksimalnoj snazi. Tako npr. rešetkasti elektrostatički jonski pogon NSTAR je ispitan, sa čime je potvrđeno da može da radi 3,5 godina bez kvara.
Projekat NEXT centra NASA je ispunio uslove neprekidnog rada više od 48.000 sati. Ispitivanje je izvedeno u komori visokog vakuuma. Tokom ispitivanja od 5,5 + godina, motor je potrošio oko 870 kilograma ksenonskog goriva. Ukupni generirani impuls zahteva više od 10.000 kilograma konvencionalnog raketnog goriva za sličnu primenu.
Očekuje se da će napredni električni pogonski sistem AEPS raditi oko 5.000 sati, a projekat ima cilj da izvrši misiju leta sa životnim vekom od oko 50.000 sati.
Tuneli, kanali i keramičke ispusne komore motora su izloženi jakoj eroziji usled delovanja energetskih jona, Opit koji je zabeležen 2010. godine pokazao je eroziju od oko 1 mm, na stotinu sati rada.

## Gorivo
Proces jonizacije troši veliki procenat energije potrebne za pogon jonskih motora. Idealni pogonski gas se lako jonizira i ima visok odnos energija / jonizacija. Osim toga, pogonski gas ne bi trebao u velikoj meri nagrizati motor da bi se obezbedio dug vek njegovog trajanja, a istovremeno ne bi smeo kontaminirati letelicu.
Mnoge savremene konstrukcije koriste gas ksenon, jer mu je potrebna manja energija jonizacije, ima veliki atomski broj, ne reaguje sa drugim atomima i ne uništava značajno opremu motora. Nedostatak je što ga ima malo na Zemlji i veoma je skup.
Živa se koristila kod starijih konstrukcija, ona je otrovna i vrlo skupa, a ima i tendenciju da reaguje u kontaktu sa metalima na svemirskoj letelici.
Bizmut je još uvek predmet proučavanja i dosta obećava, pogotovo za Halov jonski motor.
VASIMR jonski motor teoretski može da koristi bilo koje gorivo, ali su ispitivanja pokazala da je najpogodniji argon, kojeg ima dosta i jeftin je.
U toku su ispitivanja upotrebe krutog joda, kao pogonskog goriva, kako bi se smanjila zapremina skladištenja.

## Energetska efikasnost
Energetska efikasnost motora je odnos kinetičke energije izduvnog mlaza u sekundi i utrošene električne energije. Ukupna energetska efikasnost sistema je određena sa propulzivnom efikasnosti koja zavisi od brzine letelice i brzine izduva. Neki motori mogu menjati brzinu izduvnih gasova, ali svi se mogu projektovati sa različitim brzinama izduvnih gasova. Na donjem kraju promenjive specifičnog impulsa, Isp, ukupna efikasnost pada, jer jonizacija troši veći procenat energije, a pri visokom kraju propulzivna efikasnost je smanjena. Optimalne efikasnosti i brzine izduvnih gasova za svaku zadanu misiju se mogu izračunati kako bi se postigli minimalni ukupni troškovi.

## Operativna upotreba
Jonski motor je prvenstveno namenjen za pogon svemirskih letelica. Pogodan za ispunjenje uslova malog potiska i uz uslov da pri tome pouzdano radi duži vremenski period. Koristi se za promenu orbite letelice, podešavanje visine leta pogotovo u nižim slojevima atmosfere, prenos goriva između raznih spremnika i za precizno podešavanje pozicije. Smatra se da je veoma pogodan pogon za međuplanetarne misije.

### Aktivne misije
- Artemis

Komunikacioni satelit izgrađen od strane Europske svemirske agencije.
- Hajabusa-2

Automatska međuplanetarna stanica Japanske agencije za svemirska istraživanja (JAXA), projektovana za isporuku uzoraka tla asteroida klase C.
- BepiColombo

Zajednička automatska misija svemirske agencije Europske svemirske agencije (ЕКА) i Japanske agencije za istraživanje svemira (ЈАКСА) za proučavanje Merkura. Dve letelice biće lansirane u orbitu: Mercuri Planetari Orbiter i Mercuri Magnetospheric Orbiter.
Svečano lansiranje je održano 20. 10. 2018. godine. Dolazak Merkura Planetarija je u decmbru 2025. godine, nakon leta na Zemlji, dve godine Venere i 6 leta Merkura.

### Realizovani letovi
Prvi put je jonski pogon prikazan na letu SERT I i SERT II. SERT I je lansiran 20. jula 1964, kada je korišćen elektrostatički jonski motor, a gorivo živa i cezijum. SERT II je lansiran 3. februara 1970, a koristio je dva jonska motora sa živom kao gorivom i ostvario je na hiljade sati rada.
Eksperimentalna automatska međuplanetarna stanica (AMC), lansirana 24. 10. 1998. godine, u okviru programa NASA „Novi milenijum”. Koristio je rešetkasti elektrostatički jonski motor NSTAR i gorivo ksenon. Glavni cilj leta bio je ispitati dvanaest najnovijih tehnologija koje mogu značajno smanjiti troškove i rizike svemirskih projekata.
- Artemis Evropska svemirska agencija je lansirala 12. jula 2001. telekomunikacijski satelit, i u početku je imao problema sa jonskim motorom RIT-10, koji je nakon 18 meseci ipak uspeo da izvrši svoj zadatak, postavljanje u planiranu geostacionarnu orbitu.[49]
- Hajabusa Japanska svemirska agencija je lansirala 2003.godinr letelicu Hajabusa, koja se zadržala u blizini asteroida 25143 Itokava, i imala je jonski motor na ksenon. Iako je letelica imala nekih problema sa jonskim motorom, uspešno se vratila na Zemlju.[50]
- Smart 1

Prva automatska stanica Europske svemirske agencije za proučavanje Meseca. Uređaj je izrađen po nalogu ESA-e od strane Švedske svemirske korporacije uz učestvovanje gotovo 30 kooperanata iz 11 europskih zemalja i SAD-a. Ukupna vrednost projekta je iznosila 110 miliona evra.
- Zora Lansiran je 27. septembra 2007. godine, sa zadatkom da istraži asteroid Vesta i patuljastu planetu Ceresa. Korišćena su tri jonska motora sa letelice Deep Space 1. Ostvareno je ubrzanje od 0 do 97 km/h u toku 4 dana.[52]

 je lansirala GOCE 16. septembra 2009. za let tokom 20 meseci radi proučavanja gravitacijskog polja Zemlje i strujanja u okeanima. Jonski motor sa svojim potiskom održava zadanu visinu uravnotežujući silu usled zemljine gravitacije.
Završena svemirska misija Evropske svemirske agencije (ESA), osmišljena za ispitivanje tehnologija potrebnih za planiranu izgradnju evoluirane opservatorije svemirske antene za laserske interferometre (eLISA). Cilj misije eLISA, čije je lansiranje planirano za 2034. godinu, je osposobljavanje registrovanja gravitacijskih talasa i ispitivanje opšte teorije relativnosti. Ranije je projekt Pathfinder bio poznat kao Mala misija za napredno istraživanje u tehnologiji-2 (SMART-2). Pokretanje startne letelice Vega održano je 3. 12. 2015. godine.
Automatska međuplanetarna stanica (AMC), koju je NASA pokrenula 27. 11. 2007. godine za proučavanje asteroida West i patuljastog planeta Ceres.
„Zora” bila je prva misija istraživanja iz orbite više nebeskih tela, prvi uređaj za rad u orbiti asteroida glavnog pojasa (od 2011. do 2012) i prvi u orbiti patuljaste planete (od 2015. do danas).
Trošak misije je 373 miliona dolara za izgradnju i lansiranje letelice.
Uređaj je 1. 11. 2018. godine iscrpio sve zalihe goriva za manevriranje i promenu orbite, pa je zvanično završena njegova misija posle 11 godina trajanja.

## Spoljašnje veze
- ElectroHydroDynamic Thrusters (EHDT), RMCybernetics.